# Ra-setjau
Ra-setjau (auch Rosetau) ist der altägyptische Name einer in der Duat liegenden Region. Das Amduat berichtet über Ra-setjau im Zusammenhang des Sonnengottes Re, der in der 4. und 5. Nachtstunde in sehr geschwächtem Zustand eine Wüstenlandschaft in seiner Sonnenbarke durchqueren muss.
Ra-setjau, auch „Land Sokars, der auf seinem Sand ist“ genannt, ist die Heimat zahlreicher Schlangen sowie zugleich Region der Wüste und des Feuers, das den Weg des Sonnengottes immer wieder versperrt. Da die Sonnenbarke den Wasserkanal verlassen hat und gezogen werden muss, verwandelt sich das Heckruder in eine Schlange, die durch ihren Feuerhauch die Strecke freimacht.  